# Dedo meñique (pie)
El meñique del pie región correspondiente al dedo homónimo - también conocido como quinto dedo [V] del pie - es el quinto dedo más interno (o primero más externo) del pie. 
Es el último y más pequeño de los dedos. El papel del dedo meñique es ayudar a centrar el pie en su apoyo. Facilita el equilibrio y la posición de la planta del pie. Con el calzado puesto, lo cierto es que apenas se ejercita.
.
Está clasificado con el código A01.2.08.040 y bajo los nombres latinos de digitus minimus pedis y digitus quintus [V] pedis. El dedo y región correspondientes de la mano se llaman meñique de la mano o quinto dedo de la mano.